# Glemmingebro
Glemmingebro est une localité suédoise située dans la commune d'Ystad en Scanie.
Sa population était de 435 habitants en 2019.